# Rangimarie Hetet
Dame Rangimarie Taheka Hetet DBE (geborene Hursthouse, * 24. Mai 1892 in Te Kūiti, Neuseeland; † 14. Juni 1995 ebenda) war eine neuseeländische Weberin und Textilkünstlerin. Sie war die bekannteste Māori-Weberin des 20. Jahrhunderts.

## Leben und Werk
Hetet war die Tochter von Charles Wilson Hursthouse und Mere Te Rongopāmamao Aubrey. Ihr Vater war 1843 mit seiner Familie aus England ausgewandert. Ihre Mutter hatte einen englischen Vater, und deren Mutter, Ingoingo (auch bekannt als Mākereta Pēpene Poharama), gehörte Ngāti Kinohaku, einem Hapū von Ngāti Maniapoto, an. Aufgrund der Arbeit ihres Vaters als Vermesser und Ingenieur für die Eisenbahn und der Vorliebe ihrer Mutter, weiterhin bei ihrer Familie in Oparure zu leben, wuchs sie unter Ngāti Kinohaku auf. Ihr Vater kam gelegentlich zu Besuch und ordnete 1899 an, dass sie bei einer europäischen Familie in Paemako in der Nähe von Piopio leben sollte, wo sie ihre Schulausbildung begann. Weniger als ein Jahr später wurde sie nach Kāwhia geschickt, um bei einer älteren Schwester zu leben und die Schule zu besuchen. Nachdem sie als Neunjährige einen Armbruch erlitt, kehrte sie zu ihrer Mutter zurück und setzte ihre Ausbildung an der Te Kūiti Native School und später an der Oparure Native School fort. Sie war eine der ersten Schülerinnen der Oparure-Schule, die auf einem von ihrer Tante Te Mihinga Joseph geschenkten Grundstück errichtet wurde. Hetet erlernte viele Handwerke, insbesondere die Kunst der traditionellen Māori-Weberei.
1911 heiratete sie in Oparure den Zimmermann Tūheka Taonui Hetet. Ihr Ehemann war der Enkel von Louis Hetet, einem Händler französischer Abstammung, und Te Rangituatah, einer Frau von adligem Rang in Ngāti Maniapoto. Sie bekam mit ihm zwei Kinder, bevor ihr Mann 1914 am Ersten Weltkrieg teilnahm. Nach seiner Rückkehr nach fast fünf Jahren bekam sie mit ihm drei weitere Kinder, von denen eines im Säuglingsalter starb. 1938 verstarb ihr Mann und sie arbeitete die nächsten 10 Jahre als Oberin im Pendennis Private Hotel in Wellington, als Hausangestellte am Wesley College, Auckland und als Köchin in einem Militärlager auf Waiheke Island. Bei ihrer Rückkehr nach Oparure kaufte sie ein Grundstück in Te Kūiti und einige Kühe. Ihr ältester Sohn Wirihana (Bill) baute später ein Haus auf ihrem Land und sie lebte dort für den Rest ihres Lebens.

## Māori-Webkunst
Obwohl die Weberei im 19. Jahrhundert in einigen Gegenden Neuseelands aufrechterhalten wurde, waren viele Fertigkeiten verloren gegangen und es bestand ein dringender Ruf nach ihrer Wiederbelebung. Durch die Muster in gewebten Artikeln wurden Geschichten erzählt und Überzeugungen bestätigt. Obwohl europäische Kleidung die Flachskleidung ersetzte, überlebte die Webkunst als Kunst und erlebte unter ihr und ihrer Tochter Diggeress Te Kanawa im 20. Jahrhundert eine Wiederbelebung.
Sie war 1951 an der Gründung der Māori Women’s Welfare League beteiligt. Als die Māori Women’s Welfare League befürchtete, dass das Handwerk des Webens aussterben könnte, wurde Hetet gebeten, andere Frauen zu unterrichten. Es war jedoch üblich, nur Frauen aus dem eigenen Stamm zu unterrichten. Hetet entschied, diese übliche Einschränkung außer Acht zu lassen, und öffnete die Weberei für eine viel größere Gruppe, indem sie Frauen in der Gemeinde und in Schulen das traditionelle Māori-Weben lehrte. Als Königin Elizabeth II. Te Kūiti besuchte, trugen alle Schulkinder Māori-Kleidung, die von einheimischen Frauen aus Muka gewebt worden waren. Später wurde sie in Anerkennung ihrer Bemühungen zum Mitglied auf Lebenszeit ernannt.

## Ausstellungen
Sie nahm an zahlreichen lokalen Handwerksausstellungen teil und stellte manchmal auch andere Arbeiten als das Weben aus, darunter Strick-, Stick- und Häkelarbeiten. In den frühen 1960er Jahren war sie als Spezialist für das Weben von Korowai (Umhängen) bekannt. Mit Anfang 70 erhielt sie zahlreiche Einladungen zu Ausstellungen im In- und Ausland.
Sie stellte erstmals 1965 auf der An Exhibition of Crafts im Auckland Institute and Museum aus. 1969 stellte sie im Waiwhetū marae in Lower Hutt aus und 1972 wurden ihre Arbeiten unter der Schirmherrschaft des Außenministeriums in eine Sammlung aufgenommen, die im Ausland gezeigt wurde. 1979 veranstaltete sie eine gemeinsame Ausstellung mit ihrer Tochter Diggeress Te Kanawa im Waikato Art Museum. Ebenfalls in diesem Jahr wurde ihre Arbeit in die Publikation Koru aufgenommen. Sie erhielt 1978 einen Bank of New Zealand Weaving Award bei einer Präsentation im Zusammenhang mit einer Ausstellung in der Dowse Gallery in Lower Hutt.
1980 nahm sie eine Einladung zum South Pacific Festival of Arts in Papua-Neuguinea an. Im folgenden Jahr stellte sie Arbeiten beim National Woolcrafts Festival in Dunedin und in der Feathers and Fiber-Ausstellung in der Rotorua Art Gallery aus. 1982 wurde aufgrund der Bemühungen ihrer Familie das Ōhākī Māori Village and Crafts Center in Waitomo eröffnet, als Ort für sie und ihre Tochter Diggeress, an dem sie ihr Wissen über traditionelles Weben weitergeben konnten. Sie und ihre Tochter gewannen 1982 gemeinsam den Mediawomen Award for Women.
Eines der arbeitsreichsten Jahre für sie war 1984, als sie Arbeiten in der Ausstellung Māori Artists of the South Pacific ausstellte. Es folgte 1985 eine Ausstellung in der Renwick Gallery der Smithsonian Institution in Washington, D.C. 1986 nahm sie an einer Ausstellung Women and the Arts in New Zealand teil.
Als Hundertjährige wurde sie zum lebenslangen Mitglied der New Zealand Academy of Fine Arts ernannt. Ihre Arbeiten wurden auch in die zeitgenössische Sammlung Te Waka Toi aufgenommen, die 1992/1993 durch die Vereinigten Staaten reiste. Sie war in Ausstellungen in der Te Taumata Art Gallery in Auckland und 1994 im Museum of New Zealand Te Papa Tongarewa vertreten. Einer der letzten Korowai, den sie webte, wurde für König Tuheitia Paki aus Kiwifedern gefertigt.
1976 produzierte Barry Barclay den Film Aku Mahi Whatu Maori (My Art of Maori Weaving) (1977) über das Weben eines Korowai namens Aku Mahi Whatu Māori, in dem sie und ihre Tochter Diggeres mitwirkten.
Hetet starb 1995 im Alter von 103 Jahren.
Eine Sammlung ihre Werke befinden sich im British Museum und im Waikato Museum.

## Auszeichnungen und Ehrungen (Auswahl)
- 1973: Member des Order of the British Empire
- 1974: Stipendium des Queen Elizabeth II Arts Council of New Zealand
- 1984 Commander des Order of the British Empire
- 1986: Ehrendoktorwürde der University of Waikato
- 1992: Governor-General Art Award
- 1992: Dame Commander des Order of the British Empire
- 1993: New Zealand Suffrage Centennial Medal
- 1994: Exemplary/Supreme Award of the Te Waka Toi Awards[6]
- 2017: 150 Women in 150 Words der Royal Society Te Apārangi [7][8]

## Veröffentlichungen (Auswahl)
- mit Diggeress Te Kanawa: Weaving a Kakahu. Bridget Williams Books in association with Aotearoa Moananui a Kiwa Weaver, 1992, ISBN 978-0-908912-08-7.